# Населення Маршаллових Островів
Населення Маршаллових Островів. Чисельність населення країни 2015 року становила 72,2 тис. осіб (203-тє місце у світі). Чисельність остров'ян стабільно збільшується, народжуваність 2015 року становила 25,6 ‰ (48-ме місце у світі), смертність — 4,21 ‰ (206-те місце у світі), природний приріст — 1,66 % (71-ше місце у світі) . 

## Природний рух

### Відтворення
Народжуваність у Маршаллових Островах, станом на 2015 рік, дорівнює 25,6 ‰ (48-ме місце у світі). Коефіцієнт потенційної народжуваності 2015 року становив 3,15 дитини на одну жінку (52-ге місце у світі). Рівень застосування контрацепції 44,6 % (станом на 2007 рік). Середній вік матері при народженні першої дитини становив 20,7 року, медіанний вік для жінок — 25-29 років (оцінка на 2007 рік).
Смертність у Маршаллових Островах 2015 року становила 4,21 ‰ (206-те місце у світі).
Природний приріст населення в країні 2015 року становив 1,66 % (71-ше місце у світі).

### Вікова структура

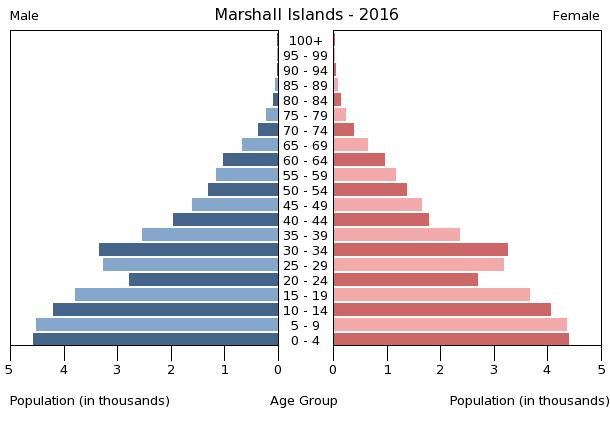
Віково-статева піраміда населення Маршаллових Островів, 2016 рік

Середній вік населення Маршаллових Островів становить 22,7 року (172-ге місце у світі): для чоловіків — 22,6, для жінок — 22,8 року. Очікувана середня тривалість життя 2015 року становила 72,84 року (136-те місце у світі), для чоловіків — 70,67 року, для жінок — 75,13 року.
Вікова структура населення Маршаллових Островів, станом на 2015 рік, мала такий вигляд:
- діти віком до 14 років — 36,02 % (13 256 чоловіків, 12 749 жінок);
- молодь віком 15—24 роки — 17,4 % (6 391 чоловік, 6 171 жінка);
- дорослі віком 25—54 роки — 37,25 % (13 681 чоловік, 13 210 жінок);
- особи передпохилого віку (55—64 роки) — 5,73 % (2 120 чоловіків, 2 017 жінок);
- особи похилого віку (65 років і старіші) — 3,6 % (1 276 чоловіків, 1 320 жінок)[1].

### Шлюбність— розлучуваність
Середній вік, коли чоловіки беруть перший шлюб дорівнює 25,7 року, жінки — 24,2 року, загалом — 24,9 року (дані за 2011 рік).

## Розселення
Густота населення країни 2015 року становила 294,4 особи/км² (43-тє місце у світі).

### Урбанізація
Маршаллові Острови високоурбанізована країна. Рівень урбанізованості становить 72,7 % населення країни (станом на 2015 рік), темпи зростання частки міського населення — 0,59 % (оцінка тренду за 2010—2015 роки).
Головні міста держави: Маджуро (столиця) — 31,0 тис. осіб (дані за 2014 рік).

### Міграції
Річний рівень еміграції 2015 року становив 4,83 ‰ (192-ге місце у світі). Цей показник не враховує різниці між законними і незаконними мігрантами, між біженцями, трудовими мігрантами та іншими.
Маршаллові Острови є членом Міжнародної організації з міграції (IOM).

## Расово-етнічний склад
| Етнічний склад (2012 рік) | Етнічний склад (2012 рік) | Етнічний склад (2012 рік) | Етнічний склад (2012 рік) | Етнічний склад (2012 рік) |
| ------------------------- | ------------------------- | ------------------------- | ------------------------- | ------------------------- |
| Етнос:                    |                           |                           | Відсоток:                 |                           |
| маршальці                 | маршальці                 |                           | 92.1%                     | 92.1%                     |
| мішаного походження       | мішаного походження       |                           | 5.9%                      | 5.9%                      |
| інші                      | інші                      |                           | 2%                        | 2%                        |

Головні етноси країни: маршальці — 92,1 %, мішаного походження — 5,9 %, інші — 2 % населення (оціночні дані за 2006).

## Мови
| Мови Маршаллових Островів (1996 рік) | Мови Маршаллових Островів (1996 рік) | Мови Маршаллових Островів (1996 рік) | Мови Маршаллових Островів (1996 рік) | Мови Маршаллових Островів (1996 рік) |
| ------------------------------------ | ------------------------------------ | ------------------------------------ | ------------------------------------ | ------------------------------------ |
| Мова:                                |                                      |                                      | Відсоток:                            |                                      |
| маршальська                          | маршальська                          |                                      | 98.2%                                | 98.2%                                |
| англійська                           | англійська                           |                                      | 90%                                  | 90%                                  |
| інші                                 | інші                                 |                                      | 1.8%                                 | 1.8%                                 |

Офіційні мови: маршальська (махджел) — володіє 98,2 % населення країни, англійська — 90 %. Іншими мовами розмовляє 1,8 % населення країни (перепис 1999 року).

## Релігії
| Релігії на Маршаллових Островах (2001 рік) | Релігії на Маршаллових Островах (2001 рік) | Релігії на Маршаллових Островах (2001 рік) | Релігії на Маршаллових Островах (2001 рік) | Релігії на Маршаллових Островах (2001 рік) |
| ------------------------------------------ | ------------------------------------------ | ------------------------------------------ | ------------------------------------------ | ------------------------------------------ |
| Віросповідання:                            |                                            |                                            | Відсоток:                                  |                                            |
| протестанти                                | протестанти                                |                                            | 54.8%                                      | 54.8%                                      |
| католики                                   | католики                                   |                                            | 8.4%                                       | 8.4%                                       |
| мормони                                    | мормони                                    |                                            | 2.1%                                       | 2.1%                                       |
| християни                                  | християни                                  |                                            | 3.6%                                       | 3.6%                                       |
| інші                                       | інші                                       |                                            | 1%                                         | 1%                                         |
| атеїсти                                    | атеїсти                                    |                                            | 1.5%                                       | 1.5%                                       |

Головні релігії й вірування, які сповідує, і конфесії та церковні організації, до яких відносить себе населення країни: протестантизм — 54,8 %, Асамблея Бога — 27,8 %, римо-католицтво — 8,4 %, мормони — 2,1 %, інші течії християнства — 3,6 %, інші — 1 %, не сповідують жодної — 1,5 % (згідно з переписом 1999 року).

## Освіта
Рівень письменності 2015 року становив 99 % дорослого населення (віком від 15 років): 99 % — серед чоловіків, 99 % — серед жінок. (3-тє місце у світі).

## Охорона здоров'я
Забезпеченість лікарями в країні на рівні 0,44 лікаря на 1000 мешканців (станом на 2010 рік). Забезпеченість лікарняними ліжками в стаціонарах — 2,7 ліжка на 1000 мешканців (станом на 2010 рік). Загальні витрати на охорону здоров'я 2014 року становили 17,1 % ВВП країни (2-ге місце у світі).
Смертність немовлят до 1 року, станом на 2015 рік, становила 20,66 ‰ (85-те місце у світі); хлопчиків — 23,29 ‰, дівчаток — 17,9 ‰.

### Захворювання
Станом на серпень 2016 року в країні були зареєстровані випадки зараження вірусом Зіка через укуси комарів Aedes, переливання крові, статевим шляхом, під час вагітності.
Кількість хворих на СНІД невідома, дані про відсоток інфікованого населення в репродуктивному віці 15—49 років відсутні. Дані про кількість смертей від цієї хвороби за 2014 рік відсутні.
Частка дорослого населення з високим індексом маси тіла 2014 року становила 42,3 % (9-те місце у світі).

### Санітарія
Доступ до облаштованих джерел питної води 2015 року мало 93,5 % населення в містах і 97,6 % в сільській місцевості; загалом 94,6 % населення країни. Відсоток забезпеченості населення доступом до облаштованого водовідведення (каналізація, септик): в містах — 84,5 %, в сільській місцевості — 56,2 %, загалом по країні — 76,9 % (станом на 2015 рік). 

## Соціально-економічне становище
Дані про відсоток населення країни, що перебуває за межею бідності, відсутні. Дані про розподіл доходів домогосподарств у країні відсутні.
Станом на 2012 рік, у країні 30,08 тис. осіб не має доступу до електромереж; 59 % населення має доступ, у містах цей показник дорівнює 65 %, у сільській місцевості — 45 %. Рівень проникнення інтернет-технологій низький. Станом на липень 2015 року в країні налічувалось 14 тис. унікальних інтернет-користувачів (210-те місце у світі), що становило 19,3 % загальної кількості населення країни.

### Трудові ресурси
Загальні трудові ресурси 2013 року становили 10,67 тис. осіб (217-те місце у світі). Зайнятість економічно активного населення у господарстві країни розподіляється таким чином: аграрне, лісове і рибне господарства — 11 %; промисловість і будівництво — 16,3 %; сфера послуг — 72,7 % (станом на 2011 рік). Безробіття 2006 року дорівнювало 36 % працездатного населення, 2000 року — 30,9 % (194-те місце у світі); серед молоді у віці 15—24 років ця частка становила 11 %, серед юнаків — 12,2 %, серед дівчат — 8,7 %.

## Кримінал

### Торгівля людьми
Згідно зі щорічною доповіддю про торгівлю людьми (англ. Trafficking in Persons Report) Управління з моніторингу та боротьби з торгівлею людьми Державного департаменту США, уряд Маршаллових Островів докладає значних зусиль у боротьбі з явищем примусової праці, сексуальної експлуатації, незаконною торгівлею внутрішніми органами, але не в повній мірі, країна перебуває у списку спостереження другого рівня.

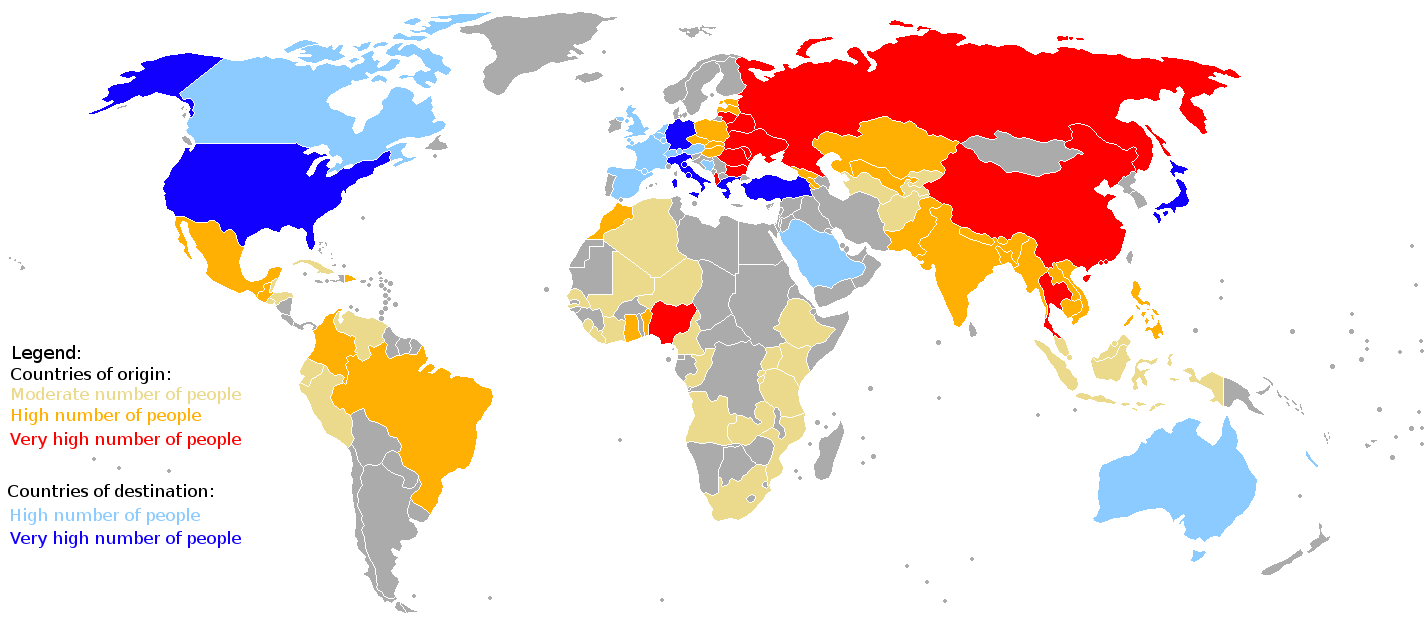
Країни-донори (червоний) і країни-реципієнти кримінальних потоків  (англ.)
Глобальна боротьба з торгівлею людьми (англ.)

## Гендерний стан
Статеве співвідношення (оцінка 2015 року):
- при народженні — 1,05 особи чоловічої статі на 1 особу жіночої;
- у віці до 14 років — 1,04 особи чоловічої статі на 1 особу жіночої;
- у віці 15—24 років — 1,04 особи чоловічої статі на 1 особу жіночої;
- у віці 25—54 років — 1,04 особи чоловічої статі на 1 особу жіночої;
- у віці 55—64 років — 1,05 особи чоловічої статі на 1 особу жіночої;
- у віці за 64 роки — 0,97 особи чоловічої статі на 1 особу жіночої;
- загалом — 1,04 особи чоловічої статі на 1 особу жіночої[1].

## Демографічні дослідження
Демографічні дослідження в країні ведуться державними установами.

### Українською
- Атлас. 10-11 клас. Економічна і соціальна географія світу / упорядники :  О. Я. Скуратович, Н. І. Чанцева. — К. : ДНВП «Картографія», 2010. — ISBN 978-966-475-639-3.
- Атлас світу / голов. ред. І. С. Руденко ; зав. ред. В. В. Радченко ; відп. ред. О. В. Вакуленко. — К. : ДНВП «Картографія», 2005. — 336 с. — ISBN 9666315467.
- Безуглий В. В. Економічна і соціальна географія зарубіжних країн : Навчальний посібник. — К. : ВЦ «Академія», 2007. — 704 с. — ISBN 978-966-580-239-6.
- Безуглий В. В., Козинець С. В. Регіональна економічна і соціальна географія світу : Навчальний посібник. — видання 2-ге, доп., перероб. — К. : ВЦ «Академія», 2007. — 688 с. — ISBN 966-580-144-9.
- Головченко В. І., Кравчук О. Країнознавство: Азія, Африка, Латинська Америка, Австралія і Океанія. — К., 2006. — 335 с. — ISBN 966-8939-04-2.
- Гудзеляк І. І. Географія населення: Навчальний посібник / І. Гудзеляк. — Л. : Видавничий центр ЛНУ імені Івана Франка, 2008. — 232 с. — ISBN 978-966-613-599-8.
- Дахно І. І. Країни світу: Енциклопедичний довідник / І. І. Дахно, С. М. Тимофієв. — К. : Мапа, 2011. — 606 с. — (Бібліотека нового українця) — ISBN 978-966-8804-23-6.
- Дахно І. І. Економічна географія зарубіжних країн : навчальний посібник. — К. : Центр учбової літератури, 2014. — 319 с. — ISBN 978-611-01-0682-5.
- Джаман В. О. Регіональні системи розселення: демографічні аспекти. — Чернівці : Рута, 2003. — 392 с. — ISBN 9665685988.
- Дорошенко Л. С. Демографія: Навчальний посібник. — К. : МАУП, 2005. — 112 с. — ISBN 966-608-442-2.
- Дубович І. А. Країнознавчий словник-довідник. — 5-те вид., перероб. і доп. — К. : Знання, 2008. — 839 с. — ISBN 978-966-346-330-8.
- Економічна і соціальна географія країн світу. Навчальний посібник / За ред. Кузика С. П. — Л. : Світ, 2002. — 672 с. — ISBN 966-603-178-7.
- Загальна медична географія світу / В. О. Шевченко [та ін.] — К. : [б.в.], 1998. — 178 с.
- Книш М. М., Мамчур О. І. Регіональна економічна і соціальна географія світу (Латинська Америка та Карибські країни, Африка, Азія, Океанія) : навч. посіб. — Л. : ЛНУ ім. Івана Франка, 2013. — 368 с. — ISBN 978-617-10-0007-0.
- Крисаченко В. С. Динаміка населення: Популяційні, етнічні та глобальні виміри. — К. : Видавництво Національного інституту стратегічних досліджень, 2005. — 368 с. — ISBN 966-554-083-1.
- Любіцева О. О., Мезенцев К. В., Павлов С. В. Географія релігій. — К. : АртЕК, 1999. — 504 с. — ISBN 966-505-006-0.
- Масляк П. О. Країнознавство. — К. : Знання, 2007. — 292 с. — (Вища освіта XXI століття)
- Масляк П. О., Дахно І. І. Економічна і соціальна географія світу / П. О. Масляк, І. І. Дахно ; за ред. П. О. Масляка. — К. : Вежа, 2003. — 280 с. — ISBN 966-7091-53-8.

### Російською
- (рос.) Микронезия // Демографический энциклопедический словарь / главн. ред. Валентей Д. И. — М. : Советская энциклопедия, 1985. — 608 с.
- (рос.) Микронезия // Страны и народы. Австралия и Океания. Антарктида / Редкол. П. И. Пучков (отв. ред.) и др. — М. : «Мысль». — 301 с. — (Страны и народы) — 180 тис. прим.
- (рос.) Атлас народов мира / Отв. ред. С. И. Брук и В. С. Апенченко. — М. : ГУГК ГГК СССР и Институт этнографии им. Н. Н. Миклухо-Маклая АН СССР, 1964. — 185 с. — 20 тис. прим.
- (рос.) Численность и расселение народов мира. Этнографические очерки / под ред. С. И. Брука. — М. : Издательство АН СССР, 1962. — 487 с.
- (рос.) Лаппо Г. М. География городов: Учебное пособие для географических факультетов вузов. — М. : Туманит, изд. центр ВЛАДОС, 1997. — 476 с. — ISBN 5-691-00047-0.
- (рос.) Ягельский А. География населения. — М. : Прогресс, 1980. — 383 с.